# Subsecretaría de Hacienda de Chile
La Subsecretaría de Hacienda de Chile es la subsecretaría de Estado dependiente del Ministerio de Hacienda, respecto del cual cumple una función de apoyo administrativo, y cuyo jefe superior es el subsecretario de Hacienda, quien es el colaborador inmediato del ministro de Hacienda y lo secunda jerárquicamente (y reemplaza provisionalmente en caso de vacancia u otras razones), le corresponde coordinar la acción de los órganos y servicios públicos del sector, actuar como ministro de fe, ejercer la administración interna del Ministerio y cumplir las demás funciones que le señale la ley. Desde el 10 de marzo de 2023 la subsecretaria de Hacienda es Heidi Berner Herrera, actuando bajo el gobierno de Gabriel Boric.

## Historia
Aun cuando la Subsecretaría de Hacienda fue creada por ley del 21 de junio de 1887 – la cual reorganizó a los ministerios durante la presidencia de José Manuel Balmaceda – sus orígenes se remontan al nombramiento del primer “Oficial Mayor” de la Secretaría de Hacienda, el 4 de junio de 1817.
Dicho nombramiento recayó en Pedro Lurquín, quien entre dicha fecha y el 16 de febrero de 1819 apoyó a los primeros secretarios de Hacienda (Hipólito de Villegas, Anselmo de la Cruz y José Miguel Infante) en la labor de administrar las finanzas públicas. Lurquín llegó a Chile desde España en abril de 1795 y fue uno de los 400 asistentes al Cabildo Abierto del 18 de septiembre de 1810, celebrado en el Tribunal del Consulado.
No fue sino hasta el 29 de julio de 1853 cuando durante el gobierno del presidente Manuel Montt se dicta una ley en donde se reconocen las atribuciones y obligaciones de los “Oficiales Mayores”:

«Los Oficiales Mayores, como jefes inmediatos de las oficinas, tienen la dirección general de los trabajos, la inspección sobre el desempeño de los empleados del respectivo Ministerio, y la responsabilidad del servicio interno. Les corresponde enterarse de todos los negocios que corran por el Ministerio, distribuirlos entre las varias secciones, y preparar o hacer que se preparen los decretos, órdenes o notas que exigieren para someterlos al Ministro, así como el ejecutar todos los trabajos que éste les señalare. El sello o sellos de cada Ministerio estarán al cuidado del respectivo oficial Mayor».

Una vez que se decide reemplazar el cargo de Oficial Mayor por el de Subsecretarios, la ley del 21 de junio de 1887 establece que habría en cada Departamento de Estado “un Subsecretario que será el jefe de la respectiva oficina y tendrá la responsabilidad del servicio interno. El Subsecretario, para ser nombrado, debe estar en posesión de un título profesional, o haber sido jefe de oficina en el ramo del Departamento para que se le nombra, o tener competencia probada o reconocida”.
No es sino hasta septiembre de 1892 cuando se publicó el primer «Reglamento del Ministerio de Hacienda» corroborando que “el Subsecretario es el jefe de la oficina y tendrá la responsabilidad del servicio interno”. Por su parte, en 1927 mediante el DFL n° 7.912 y en 1957 mediante el decreto n° 4.727 se determinan la mayor parte de sus actuales funciones.[cita requerida]

## Organización
La subsecretaría está compuesta por las siguientes entidades:

### Coordinaciones
Bajo la subsecretaría se encuentran doce coordinaciones;
- Coordinación de Finanzas Internacionales y Jefatura de Asesores (CFIyJA)
- Coordinación Macroeconómica (CM)
- Coordinación de Mercado de Capitales (CMC)
- Coordinación de Facilitación de Comercio y Política Internacional (CFCPI)
- Coordinación de Políticas Sociales (CPS)
- Coordinación de Comunicaciones (CC)
- Coordinación de Política Laboral (CPL)
- Coordinación Legal y Administrativa (CLyA)
- Coordinación de Mejoramiento del Gasto Público (CMGP)
- Coordinación de Políticas Tributarias (CPT)
- Coordinación de Servicios (CS)
- Coordinación Legislativa (CL)

### Departamentos
Los departamentos son liderados por el jefe de Gabinete del subsecretario de Hacienda.
- Departamento Jurídico (DJ); del que dependen secretarios y asesores regionales.
- Departamento de Auditoría (DA)
- Departamento Administrativo (DA)

### Unidades
Las siete unidades de la Subsecretaría dependen jerárquicamente del Departamento Administrativo.
- Unidad de Informática (UI)
- Unidad de Gestión y Desarrollo de Personas (UGyDP)
- Unidad de Servicios Generales (USG)
- Unidad de Contabilidad y Presupuesto (UCyP)
- Unidad de Abastecimiento y Contratos (UAyC)
- Unidad de Atención de Consultas (UAC)
- Unidad de Bienestar (UB)